# Mad Money
Mad Money är en komedi-kriminalfilm från 2008 med Diane Keaton, Queen Latifah och Katie Holmes. Den regisserades av Callie Khouri.

## Handling
Bridget Cardigan (Diane Keaton) är på väg att förlora sitt flotta hem och sin fina livsstil när hennes make får sparken. Hon tvingas nu ta ett jobb som städerska på en statlig anläggning för förstörelse av gamla sedlar. Hon blir vän med två kvinnliga anställda och de finner ett sätt att bättra på sina privatekonomier en aning.